# Pyrrhoneura rubida
Pyrrhoneura rubida är en insektsart som beskrevs av Frederick Arthur Godfrey Muir 1913. Pyrrhoneura rubida ingår i släktet Pyrrhoneura och familjen Derbidae. Inga underarter finns listade i Catalogue of Life.